# Hilda Heine
Hilda Cathy Heine (Majuro, 6 de abril de 1951) é uma política e professora marshallina, foi presidente das Ilhas Marshall de 2016 até 2020, sido a primeira mulher a ser eleita como chefe de Estado no continente oceânico, e é novamente presidente do país desde 2024. Hilde já foi Ministra da Educação durante o governo de Christopher Loeak. Ela foi o primeiro cidadão do seu país a obter um doutorado, e fundou o grupo de direitos das mulheres Women United Together Marshall Islands (WUTMI).
A presidente da República das Ilhas Marshall, Hilda Heine, quase perdeu seu mandato em uma votação motivada, em parte, por seus planos de implementar uma moeda digital nacional.